# Java API for XML Processing
Java API for XML Processing (JAXP) is een Java API waarmee XML-documenten gevalideerd en ontleed kunnen worden. Het biedt ondersteuning voor DOM-ontleden en SAX-ontleden. JAXP 1.4 biedt ook ondersteuning voor StAX.
Naast ontleden kan XSLT gebruikt worden om XML te transformeren. JAXP is ontwikkeld met behulp van het Java Community Process als JSR 5 (JAXP 1.0) en JSR 63 (JAXP 1.1 en 1.2). J2SE 1.4 is de eerste versie van Java die standaard met JAXP wordt geleverd.
De meest recente versie is JAXP 1.4.3 en deze werd in januari 2010 uitgebracht.